# أدرينو
أدرينو (بالإنجليزية: Adreno)‏ هي سلسلة من معالجات متعددة الوسائط تم تصميمها من قبل شركة إي تي آي التي تحتوي على معالج رسوميات وميزات الوسائط المتعددة للأجهزة المحمولة باليد مثل الهاتف النقال والمساعد الرقمي الشخصي. وهي صممت كمنظومة على رقاقة واحدة وأطلقت عام 2002 للهواتف النقالة والمساعدات الرقمية الشخصية والحواسيب اللوحية. وهي تحتوي على وحدة المعالجة المركزية المضمنة، متحكم بالذاكرة، متحكم بالطاقة (إيه تي أي باور بلي)، ذاكرة الدخول العشوائي داخلية، صوان المعلومات، مشغلان للعرض (للعرض على شاشتين)، مسجل للفيديو والصورة والصوت، ومخرج للتلفاز والصوت، معالج إشارات رقمي للصوت والصورة، ومسرع عرض الفيديو.